# 国立中山大学
国立中山大学（こくりつちゅうざんだいがく、英語: National Sun Yat-sen University、公用語表記: 國立中山大學）は、高雄市鼓山区蓮海路70号に本部を置く中華民国（台湾）の国立大学。1924年創立、1980年大学設置。大学の略称は中山大。
国内随一のEU大学連盟に加盟し、台湾政府公認の指定国立研究大学6校の一つであり、唯一同時に半導体と国際金融の2つの国家重点分野研究学院を擁する大学である。

## 概観

### 大学全体
国立中山大学（NSYSU）は、1980年に設立された総合研究大学であり、台湾国立大学トップ5の難関校である。特に電気電子工学、石油化学、海洋科学、経営学で全国1～3位に評価され、CFA協会認定証券アナリスト、AACSB、ISO 9002、ISO 14001の認証を取得している。
設立時、政府関係者が日米を視察し、中山大を大学院重点型とする方針を決定。カリフォルニア工科大学の実学重視モデル、カリフォルニア大学サンディエゴ校の耐海風建築技術、筑波大学の図書館運営制度を導入。2025年現在、10学部・大学院、約60の研究科、約70の研究所を擁する。
世界有数の海沿いの大学であり、東アジアの主要な海事教育機関・ビジネススクールの一つ。西子湾に全国トップレベルのキャンパスを構え、産学官連携に優れ、官界・財界との強固なネットワークを持つ。教員には官僚・シンクタンク出身者が多く、大学自体も政府系シンクタンクの役割を果たす。大学院修了者には公務員、政治家、CEOが多く、20名以上の国会議員を輩出している。

### 学風および特色

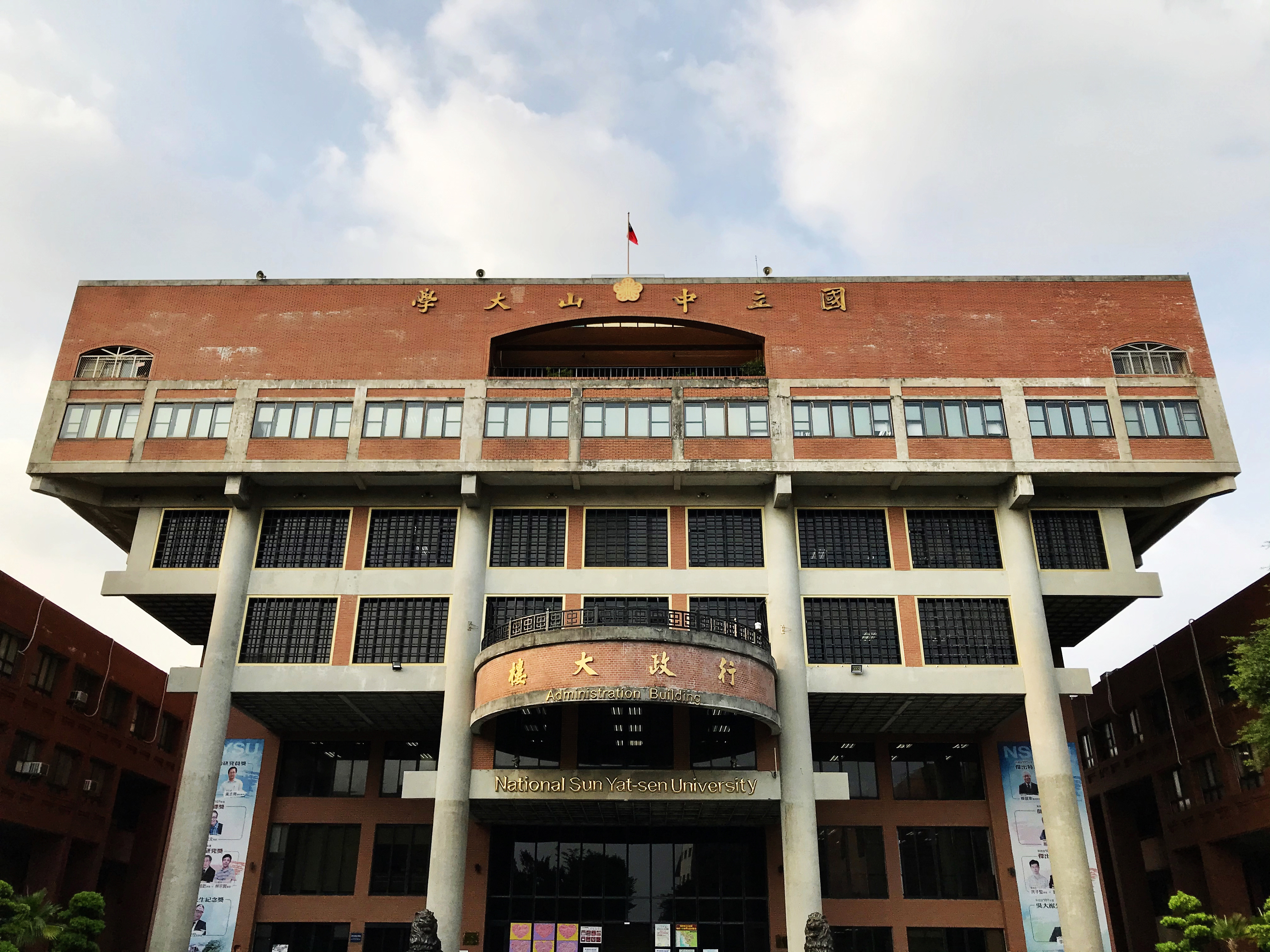
大学本部棟

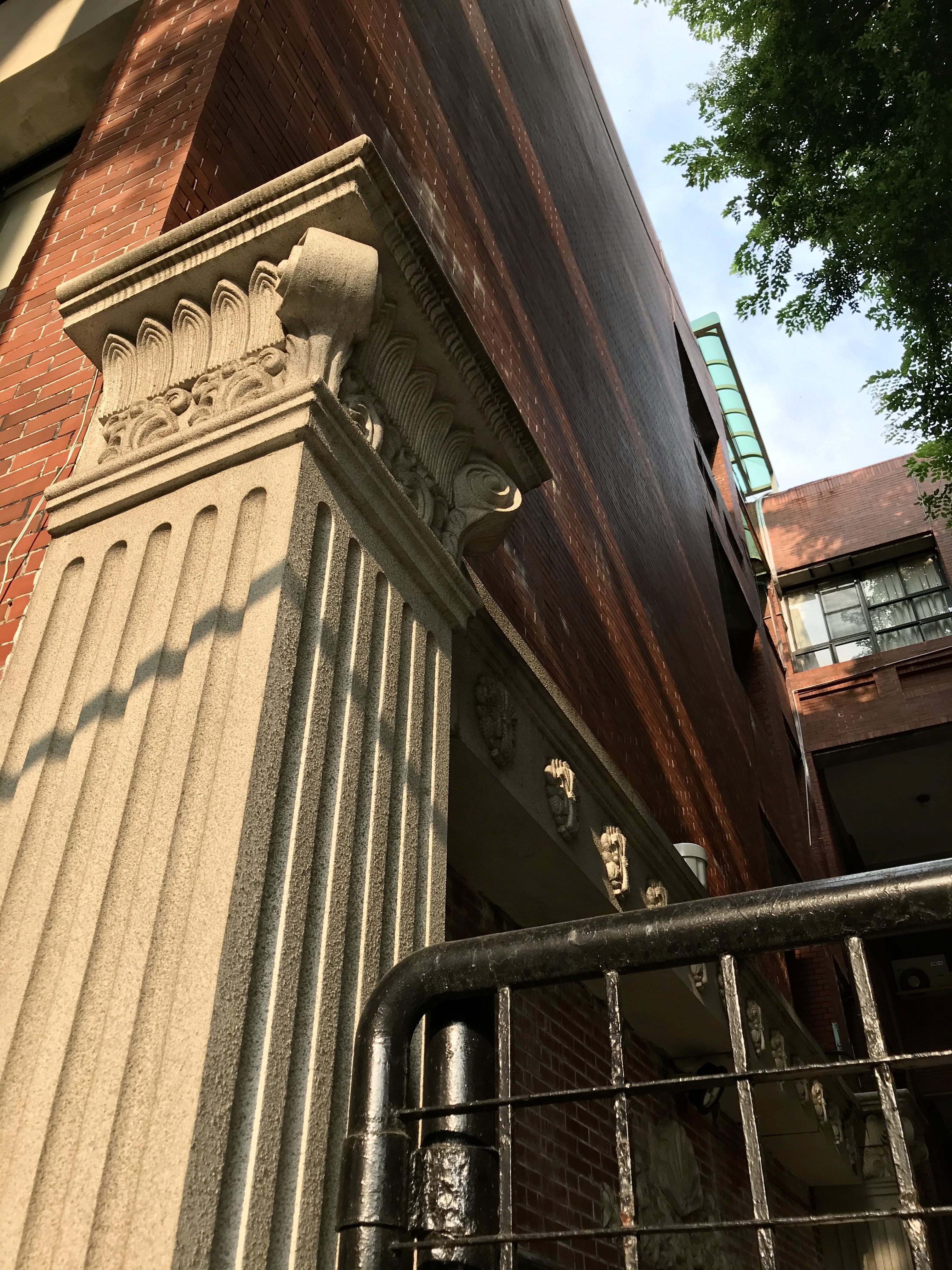
理学部

国立中山大学は、台湾の大阪と呼ばれる最大港湾都市・高雄市にあり、大阪大学とは学術・スポーツの両面で深い関係を持ち、大阪大学大学院理学研究科ダブルディグリー博士課程制度（Joint PhD Program）を設けるほか、大阪大学ヨット部定期戦を通じた交流も行っている。
海洋と商業を重視する学風によって、大学学部では水泳を必修化している。台湾初の海洋科学部の発祥の地であるだけでなく、台湾で唯一キャンパス内で水上運動ができる大学である。また、学風が近く、海沿いの大学・米カリフォルニア大学サンディエゴ校（UCSD）とは特別な姉妹校関係を結んでいる。UCSDと中山大合同シンポジウム（UCSD-NSYSU Bilateral Symposium）は2015年以降、毎年ラホヤと高雄市で交互に開催されている。
強い分野ランキング
- 海事管理－世界24位、アジア1位 (Eduniversal)[15]
- 海洋学－ 世界トップ150位、台湾2位 (ARWU)[16]
- 数学－世界トップ100位、台湾1位 (ARWU)[17]
- 石油化学工学－世界51位、台湾1位 (QS)[18]

### 国際化
21世紀以降、国際化を推進し、台湾で初めて博士号を取得した中国人留学生とブルキナファソ人留学生を輩出したのは、国立中山大学大学院の中国及びアジア太平洋研究科である。また、2030年までに全授業を英語で開講することを目標としている。
一方、EMBAプログラムは2017年に英誌『フィナンシャル・タイムズ』により、台湾で唯一世界トップ100に選出され、2019年には仏誌『Eduniversal』の世界トップビジネススクールランキングで台湾3位に評価された。
実質的には、米国の大使館に相当する米国在台湾協会（AIT）は、2021年6月の公式声明において、

この大学（国立中山大学）は、台湾の一流高等教育機関であり、米台関係を促進する上でAITの最も堅実なパートナーである。

## 沿革
1924年、新国家建設に人材育成は不可欠と考えた孫文（孫中山）により、広東高等師範学校、広東公立法科大学、広東公立農業専門学校を統合し、国立広東大学を開校した。1925年に孫文が病死すると、その功績を記念し翌年正式に国立中山大学と改称した。
国共内戦の結果、1949年に中国共産党により大学は接収されてしまう。その後台湾での復校を望む声が高まり1979年に国立中山大学設立準備室が設けられ、翌年復校、孫文の誕生日である11月12日に開校式典が行われた。
なお現在、中国広東省にも分裂の名残を窺わせる同名の大学がある。歴史の中で、すべての中山大学は国家建設要員の養成を目的に設立した。

### 建学の精神
中山の名の由来
本学の創設提唱者は元中山大学の同窓生達とモスクワ中山大学の卒業生の蔣経国。「中山」の名は、孫文の号からの命名である。
モットー
博学、審問、慎思、明辨、篤行（学び、調べ、考え、見極め、実践する）

### 年表
- 1979年 - 「国立中山大学設立準備室」を高雄市西子湾に設立
- 1980年 - 「国立中山大学」が開校（7月）（南台湾1番目の国立総合大学）[25]
- 1980年 - 国立中山大学開校式典を開催（11月12日）
- 1990年 - 台湾初となる海洋科学学部を設置
- 1992年 - 台湾初となる中国語電子掲示板を設置
- 1995年 - 台北の外に全国で最初の社会科学学部を設置
- 2001年 - 台湾初となる政治経済学科を設置
- 2002年 - 指定国立研究大学7校の一つに指定される
- 2006年 - 教育部のトップ大学計画I期（5年500億）に採択
- 2011年 - 教育部のトップ大学計画II期（5年500億）に採択

## 組織
組織は学部の下に研究センター、大学院研究科、学科で構成されている。中国語版の正確なリストを参照のこと。

### 学部・大学院研究科

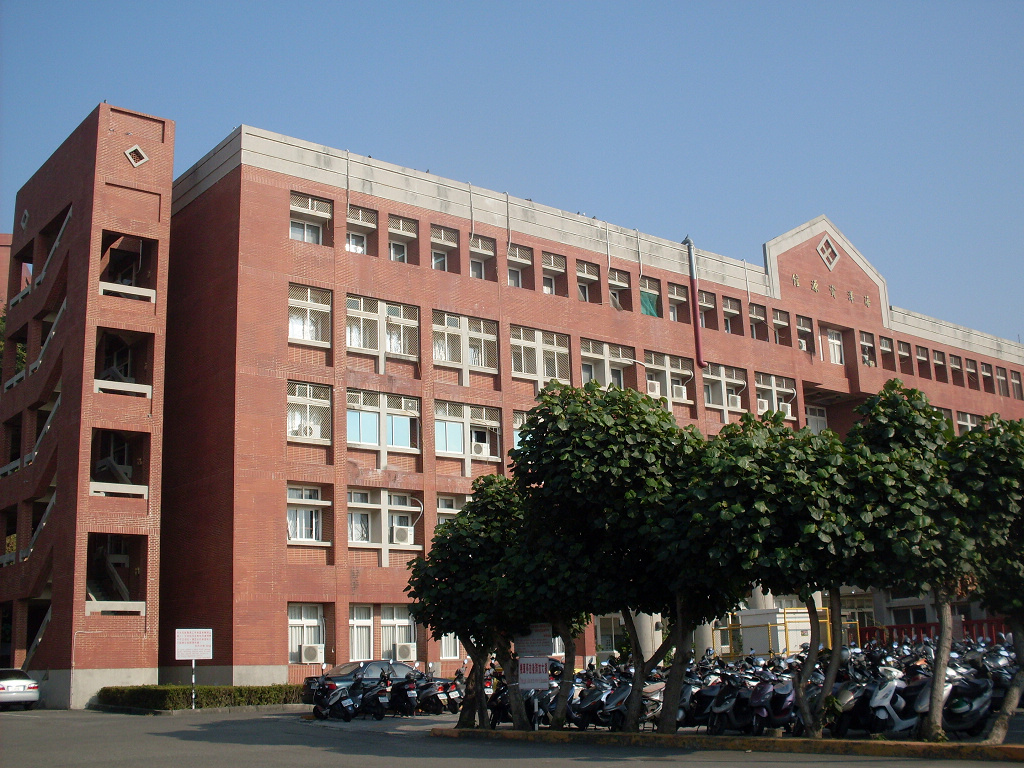
海洋科学学部の棟

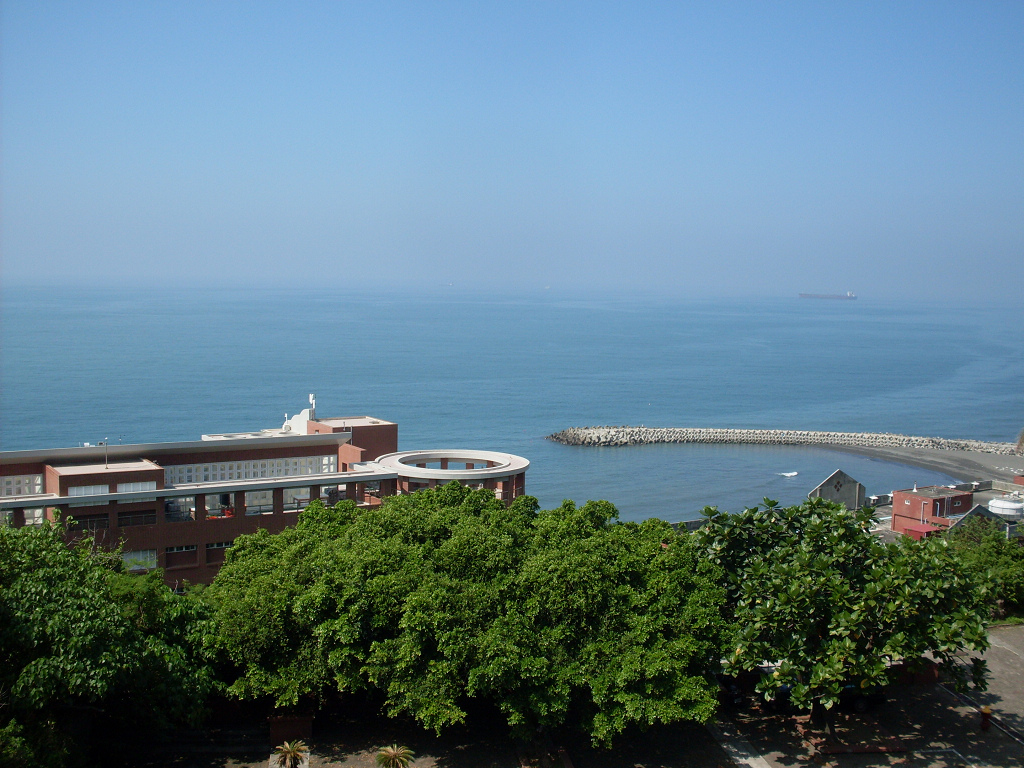
海洋科学学部の棟

文学部・文学大学院
中国文学科、外国語文学科、音楽学科、劇場芸術学科、芸術管理研究科、清代学術研究センター、哲学研究科、外語語文トレーニングセンター、中国語教育センター
理学部・理学大学院
化学科、物理学科、生物科学科、応用数学科
工学部・工学大学院
電機工学科、機械機電工学科、情報工学科、材料光電工学科、材料科学研究科、環境工学研究科、光電工学研究科、通信工学研究科、半導体テクノロジー研究センター、電信研究センター
管理学部・管理学大学院
財務管理学科、情報管理学科、企業管理学科、人材資源管理研究科、公共事務管理研究科、コミュニケーション管理研究科、医療管理研究科、中小企業研修センター、都市発展環境計画研究センター、都市研究・地方開発研究センター、金融管理研究センター、中国人生活スタイル研究センター、直販学術研究開発センター
海洋科学学部・海洋科学大学院
海洋資源学科、海洋環境工学科、海洋生物研究科、海洋地質科学研究科、海底技術研究科、海洋物理研究科 、海洋事務研究科
社会科学部・社会科学大学院
中国及びアジア太平洋研究科（元大陸研究科と中山学術研究科を合併）、経済学研究科、教育研究科、政治経済学科、社会学科、教職養成研究センター、台湾研究センター、東南アジア研究センター、世論調査研究センター、国際NGO研究センター、国際労働資源政策研究センター
医学部・医学大学院
4年制大学卒業後医学科、バイオ医学研究科、バイオ医薬研究科、医学科学技術研究科、精密医療研究科、臨床・実験医学博士課程
西湾学部
リベラル・アーツ教育

#### 国家重点分野研究学院
特別法令「国家重点分野の産学協力及び人材育成イノベーション条例」に基づいて、2つの国家重点分野研究学院が設立されました。
先端半導体研究学院（大学院）
先端半導体封止研究科、精密電子部品研究科
国際金融研究学院（大学院）
国際資産運用研究科、永続金融/デジタル金融コース

### 研究拠点
中小規模にもかかわらず、国立中山大学は常に優れた研究力を持つ。「Asia Pacific Ocean Research Center」は世界的な黒潮研究センターであり、世界中で最も高度な海流発電技術を保有している。また、「Electronic Commerce and Internet Society Research Center」は、欧州委員会の第7回フレームワークプログラム（FP7）SSH-NCPのために選ばれた台湾の唯一の社会科学研究センター。
2017年現在、中山大には68の研究センターがあり、最も重要な主要センターを含む以下のものがある：
トップレベル
- Asia Pacific Ocean Research Center
- Electronic Commerce and Internet Society Research Center
- Large-scale multi-antenna system Research center
- Functional Crystalline Amorphous Complex Research Center
- Medical Science and Technology Center
- Centre for Humanities Innovation and Social Practices

全学レベル
- Sun Yat-sen Research Center for Social Science
- Multidisciplinary and Data Science Research Center (MDSRC)
- Management Studies Research Center
- Engineer Technology Research & Promotion Center
- Frontier Center for Ocean Science and Technology
- Center for the Humanities

### 特徴的な政府系シンクタンク

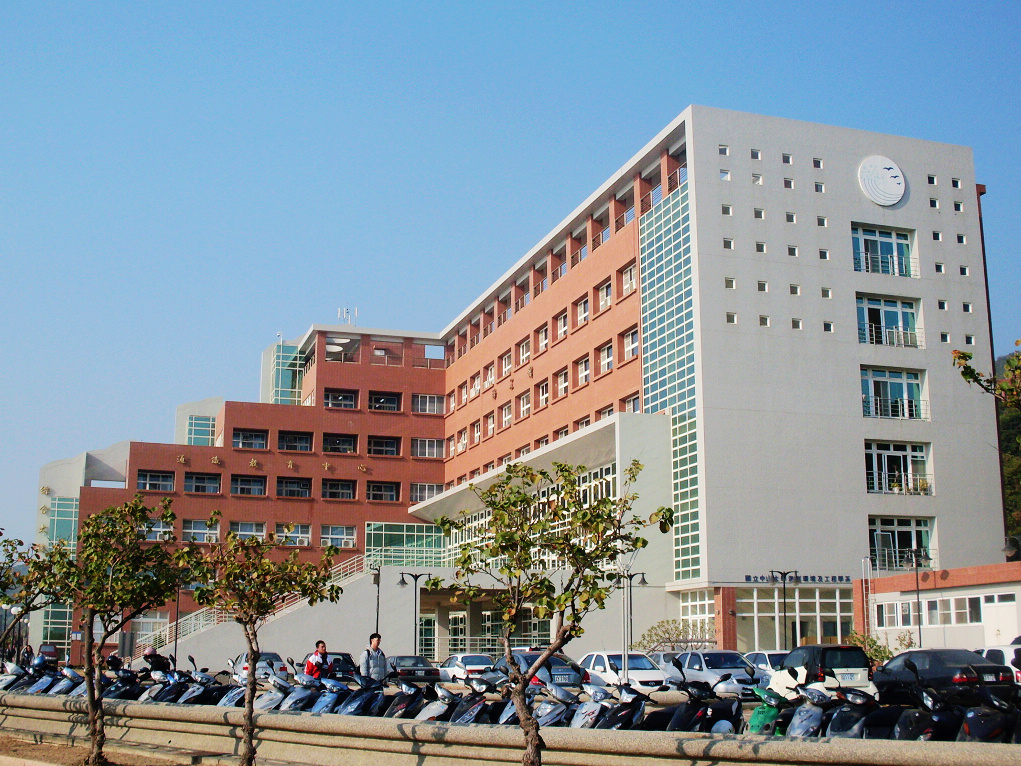
西湾学院の棟

日本研究センター
財団法人日本台湾交流協会（旧：交流協会）、学術界及び民間の努力により、国立中山大学は南台湾で唯一の日本研究センターを設置し、台湾の日本研究を強化し、研究者に意見交換・交流のチャンスを提供することなどを図っている。
李登輝政府研究センター
退任総統の名前を冠した大学の学術部門として台湾で初めて設置され、李登輝元総統の政策や思想などについて研究が進めるほか、南方政策のシンクタンク的役割を担うことを期待するとした。さらに、公共政策に関する指導者を育成。
市場調査と世論調査センター
センターは南台湾で最も重要な社会科学研究センターと世論調査機関。中山大の調査センターと国立政治大学の選挙研究センターは、台湾の主要な2つの大学ポーリング研究機関としてリストされている。

## キャンパス

### 西子湾 (寿山)

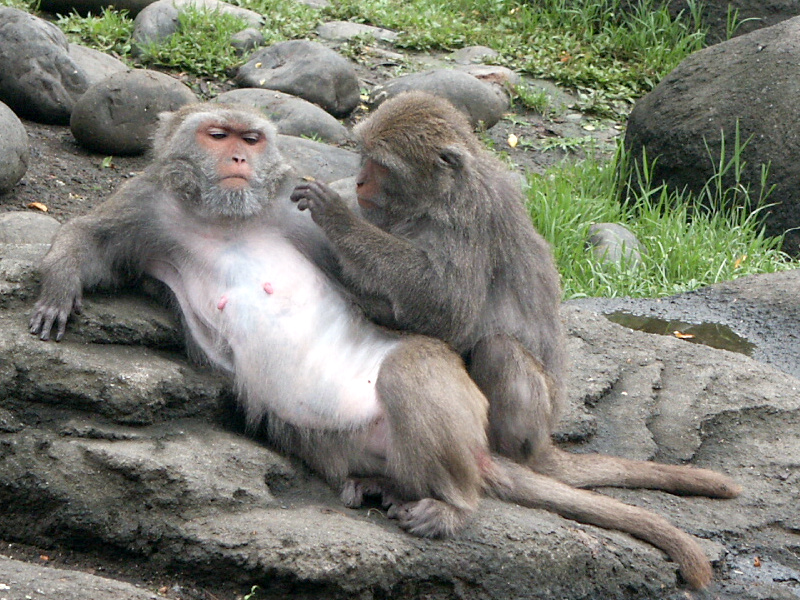
キャンパスのタイワンザル

台湾八景の一、高雄港と軍事基地の横に位置し、自然豊な、世界で屈指の野生動物の生息地、海岸と山に囲まれたの天然要塞の地形のキャンパスを擁する、「台湾一のキャンパス」とも言われている。環境特性は，山岳生態系，海洋生態系，サンゴ礁の地質を含め。キャンパスのビルのほかに、海水浴場、埋立で造成されたスタジアム西子湾隧道と、日本統治時代から残っている歴史的な場所もある。
キャンパスは繁華街に近いが、騒音から遠く離れており、外につながる道路は4つしかなく、すべての車線が山と海に近い。国立中山大学の教員と学生は、野生動物と昼夜を問わず生活して、多くのタイワンザル、オウム、パラスリスとキョンがいる。しかしながらサルが食べ物を奪い、寮や教室に侵入する事態がほぼ毎日のように起こる。ちなみに、大学海域は絶滅危惧種のPolycyanthus chiashanensisに生息し、その数はわずか約50体。

#### アクセス
高雄捷運橘線及び環状軽軌の哈瑪星駅が近く、西子湾キャンパスから西子湾隧道経由で徙歩10分。

#### 日本統治時代の史跡

##### 旧寿山館・皇太子駐蹕之処

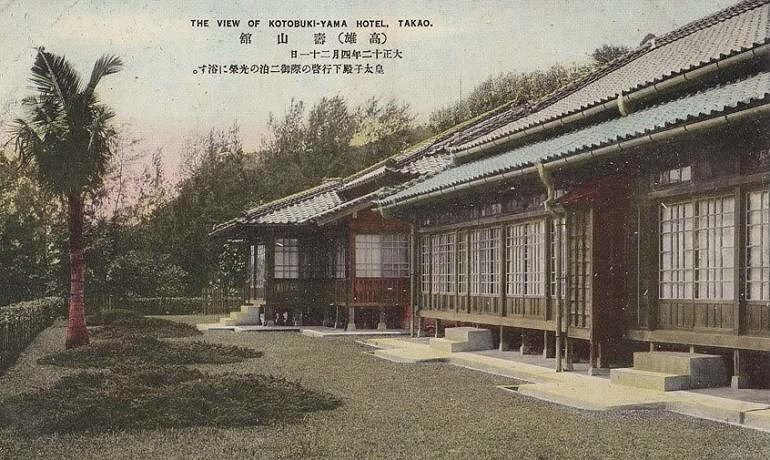
「寿山館」写真

1923年（大正12年）4月21日から22日まで、裕仁皇太子が高雄港に渡って金剛丸を視察した。この時は東宮行啓で、皇太子は新築の打狗山賓館（高雄泊御所）に宿泊した。4月29日の皇太子の誕生日を祝うため、台湾総督の田健治郎乃はホテルを「寿山館」と改名し、その由来は「人山並寿」による。中華民国が台湾に接収された後、寿山は軍事管制区となり、その後寿山館は解体された。跡地は今は国立中山大学の教職員寮区となっている。
詳細は中国語版「寿山館」を参照

##### 旧寿山洞
1928年（昭和3年）10月に完工し、当時の西子湾海水浴場と高雄市の繁華街を結ぶ「寿山洞」と呼ばれる。今は国立中山大学と哈瑪星を結んでいる。

##### 旧高雄観光館
1937年（昭和12年）、大日本帝国海軍は西子湾に2階建ての和洋折衷の建物「高雄観光館」を建設した。中華民国は台湾を接収した後、蔣介石総統行館の一つとなった。蔣介石総統と宋美齢夫人は南下するたびに必ずこの館に宿泊した。1980年に大学側に移管され、1999年には別名「西湾芸廊」を与え、2004年には高雄市定古跡に指定された。
詳細は中国語版「西子湾蔣介石行館」を参照

### 東沙諸島拠点
国立中山大学東沙環礁研究ステーションの所在地。

### スリランカ共和国拠点
2019年以降、国立中山大学台湾とスリランカ環境変化科学技術革新センター（TS-MSTIC）は、南アジアの国であるスリランカに設置してある。西部スリランカ長期観測所はスリジャヤワルダナプラ大学にある、南部長期観測所はRuhuna大学にある。

## 大学関係者
歴代学長
| 代    | 学長氏名                                | 上任 |
| ----- | --------------------------------------- | ---- |
| 初代  | 李煥 (第12代行政院長、首相に相当する。) | 1980 |
| 第2代 | 趙金祁                                  | 1984 |
| 第3代 | 林基源                                  | 1987 |
| 第4代 | 劉維琪                                  | 1996 |
| 第5代 | 張宗仁                                  | 2002 |
| 第6代 | 楊弘敦                                  | 2008 |
| 第7代 | 鄭英耀                                  | 2016 |

有名な出身者
国立中山大学の出身者には、監察院院長の陳菊、立法院院長の蘇嘉全、米ペンシルバニア州下院議員のデイビッド・H・ロウ、およびeBayの副社長である林奕彰（ジョン・リン）など、フォーチュン・グローバル500の大企業のかなりの数のCEOが含まれる。
立法委員(国会議員)：趙天麟、鄭朝明、陳麗恵、江玲君、邱志偉、鍾紹和、侯彩鳳、徐志明、許栄淑、黄昭順、郭金生、頼振昌、李昆沢、劉俊雄、林志隆、林益世、羅世雄、潘孟安、王清連、王清連、余陳月瑛
詳細は中国語のリストを参照

## 情報セキュリティ事件
国立中山大学は、2019年11月に重大な情報セキュリティ事件を起こした。中国からの海外のハッカーが長期的にクロスサイトスクリプティングを使用して、中山大の社会科学部と海洋科学部の85人の教員の電子メールボックスをモニターするために侵入していた。主な被害者（政治学、中台関係、公共政策学者）が政府系シンクタンクであるので、侵入は国家安全保障を害する可能性がある。

## 日本との関係
国立中山大学は泛緑連盟が長期にわたって執政している台湾の最も親日的な都市高雄市にあり、台湾で唯一「大親日家」の李登輝元総統にちなんで名付けられた大学研究センターがある。また、南台湾で唯一日本政府が協力して設置した日本研究センターがある。さらに、キャンパス内に日本統治時代の史跡もある。長年、日本人教職員を招いて授業を行ったり、日本人のノーベル賞受賞者を招いての講演をしたりした。博士課程修了者の中には日本の大学で教鞭を取っている者もいる。

### 協定校・姉妹校
現在、中山大と協定校・姉妹校関係を結んでいる日本大学は以下の通り:
- 京都大学
- 大阪大学
- 東京大学
- 東北大学
- 九州大学
- 北海道大学
- 千葉大学
- 法政大学
- 中央大学
- 早稲田大学
- 横浜国立大学
- 学習院大学
- 同志社大学
- 立命館大学
- 立命館アジア太平洋大学
- 九州工業大学
- 東京都立大学
- 東京音楽大学
- 広島大学
- 三重大学
- 新潟大学
- 高知大学
- 山形大学
- 福井大学
- 琉球大学
- 専修大学
- 創価大学
- 国士館大学
- 大東文化大学

### 大阪大学・台湾中山大学ヨット定期戦

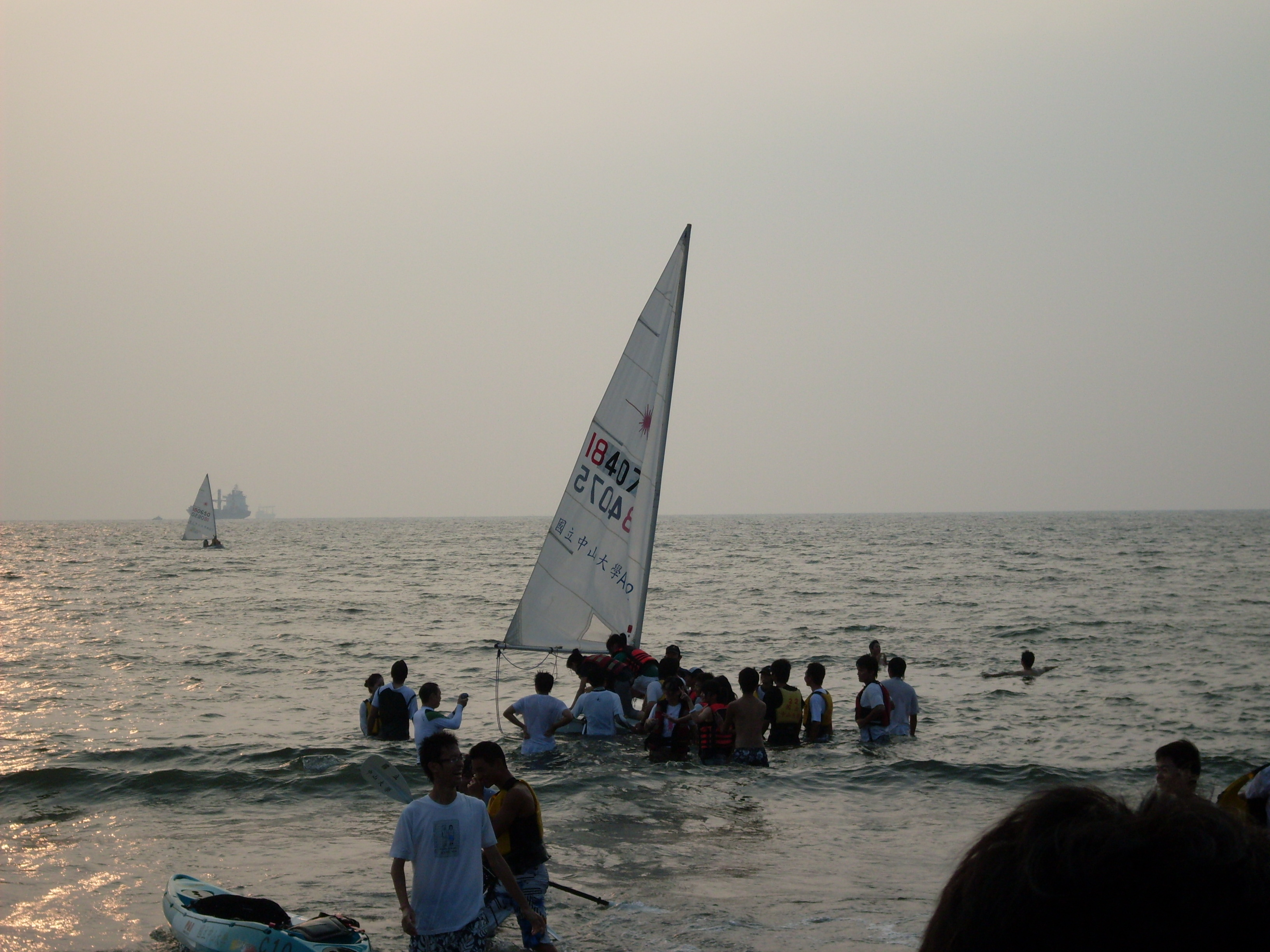
国立中山大学ヨット部（NSYSU Sailing Club）

2017年（平成29年）から、国立中山大学ヨット部と大阪大学ヨット部は「ヨット定期戦」を開始した。両者は日本、台湾の大学ヨット部で共に強豪と呼ばれている。これも両国のヨットスポーツ交流の第一例となる。将来、中山大は阪大、オックスフォード大学、ケンブリッジ大学、メルボルン大学などの世界名門校とのセーリング競技を企画推進している。

## TCUS-台湾総合大学システム
Taiwan Comprehensive University System：
- 国立成功大学、工学と医学の研究が有名。
- 国立中山大学、海洋学と社会科学の研究が有名。
- 国立中興大学、農学の研究が有名。
- 国立中正大学、法学とスポーツ科学の研究が有名。

## 附属学校等
- 国立中山大学附属国光高級中学